# Storia della Sicilia sveva
La dinastia sveva in Sicilia regnò dal 1194, anno in cui fu proclamato re Enrico I, al 1266, quando Manfredi di Sicilia fu sconfitto da Carlo I d'Angiò.

## Storia

### Enrico VI
Ebbe i suoi prodromi quando nel 1194, con la morte di Guglielmo III, divenne regina di Sicilia sua zia Costanza d'Altavilla, moglie (dal 1185) di Enrico VI, figlio dell'imperatore Federico Barbarossa.
Tre anni dopo Enrico morì, e per un anno Costanza restò sola a governare la Sicilia. Pochi mesi prima della morte incoronò il figlio di quattro anni Federico II, posto sotto tutela papale dalla morte della regina. Aveva così inizio nel 1198 la nuova dinastia degli Svevi in Sicilia.

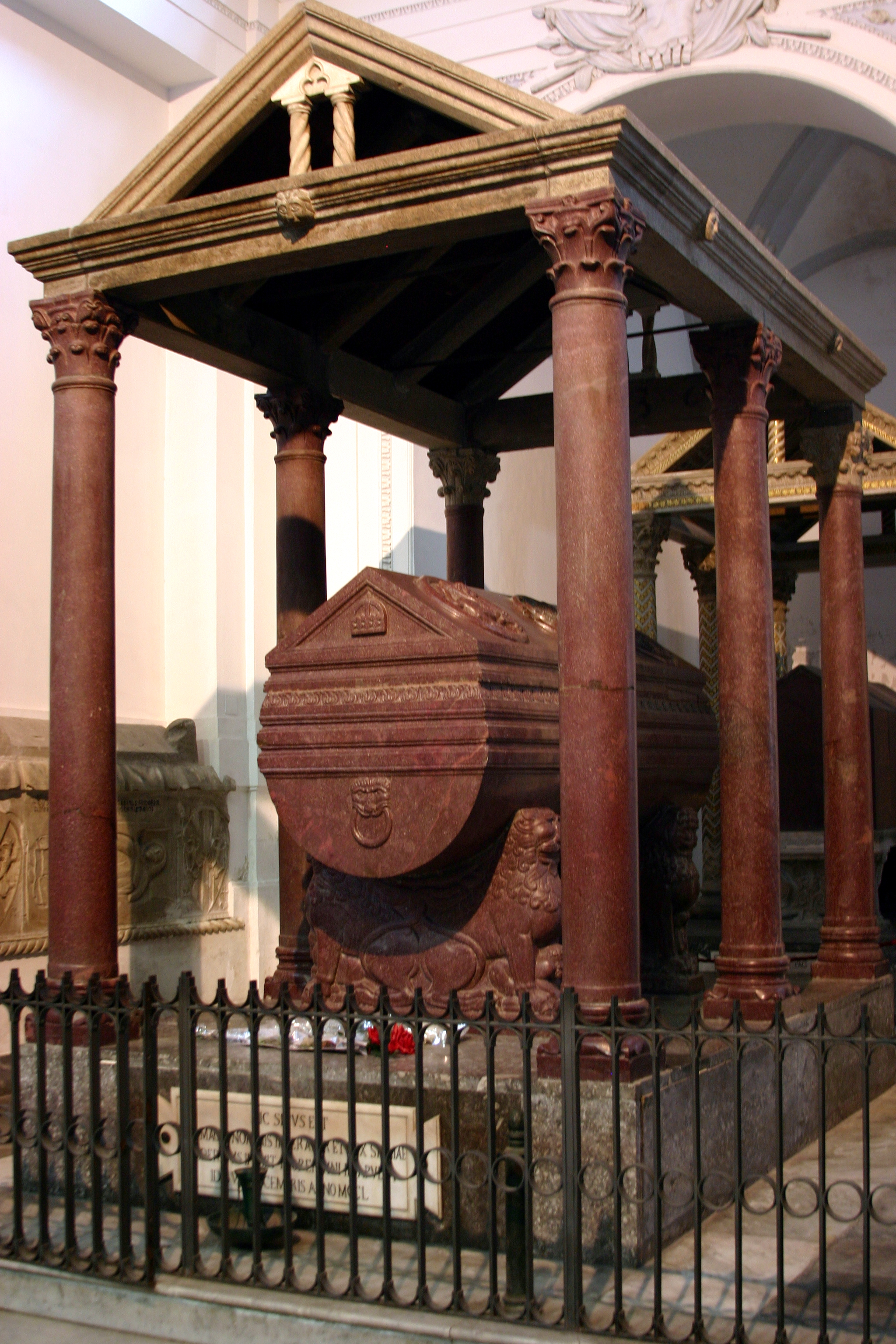
Il sarcofago di Federico II nella cattedrale di Palermo

Come reggente, governò la madre Costanza, fino alla sua morte nel 1198.

### Il regno di Federico
Papa Innocenzo III affidò il giovane re a un consiglio di reggenza, riconoscendogli la successione al trono siciliano. Dal 1201 al 1206 Federico fu sotto la tutela di Marcovaldo e poi di Guglielmo di Capparone 
Federico II solo nel 1208, divenuto quattordicenne, assunse di fatto il regno.
Palermo e la corte divennero il centro dell'Impero, comprendente le terre della Puglia e dell'Italia meridionale, riunite anch’esse sotto il Regno di Sicilia. A Palermo nacque la "Scuola poetica siciliana" con la prima poesia italiana; e politicamente il sovrano chiamato "Stupor mundi" (meraviglia delle genti) anticipò – come scrive Santi Correnti – "la figura del principe rinascimentale", anche con le cosiddette Costituzioni Melfitane (1231).
Durante il suo regno si assistette all'espulsione e alla deportazione dei musulmani rimasti in Sicilia, iniziatasi nel 1220, e conclusasi nel 1239 con le ultime deportazioni a Lucera.
Il suo regno fu tuttavia caratterizzato dalle lotte contro il Papato e i Comuni italiani, nelle quali riportò vittorie o cedette a compromessi, organizzando la quarta crociata e dotando l'isola e il meridione di castelli e fortificazioni. Volle essere sepolto nella cattedrale di Palermo, quando nel 1250 si concluse improvvisamente la sua vita.

### Manfredi di Svevia
Federico II nel suo testamento nominava il figlio secondogenito Corrado IV erede universale e suo successore sul trono imperiale, su quello di Sicilia e su quello di Gerusalemme, e lasciò al figlio naturale Manfredi il Principato di Taranto con altri feudi minori, e inoltre la luogotenenza del regno di Sicilia. Nell'ottobre 1251 Corrado si mosse verso la penisola dove incontrò i vicari imperiali, e nel gennaio 1252 sbarcò a Siponto, proseguendo poi insieme a Manfredi nella pacificazione del Regno. Nel 1253 riportarono sotto il loro controllo le riottose contee di Caserta e Acerra, conquistarono Capua e nell'ottobre infine anche Napoli. Il 21 maggio Corrado morì di malaria lasciando il figlio Corradino sotto la tutela del papa. Il Papato, che continuava a non vedere di buon occhio l'insediamento della casa imperiale di Svevia promise il regno a Edmondo il gobbo purché occupasse il regno con un esercito proprio. Manfredi grazie però alla fine abilità diplomatica ereditata dal padre, concluse con il pontefice un accordo, che vide l'occupazione pontificia con una semplice riserva dei diritti di Corradino e propri. Manfredi, non ritenendosi sicuro di fronte al papa, arruolò un ingente esercito per muovere guerra all'esercito pontificio, che sconfisse presso Foggia. Nel corso del 1257 la guerra procedette vantaggiosamente per gli Svevi, Manfredi sbaragliò l'esercito pontificio e domò le ribellioni interne.

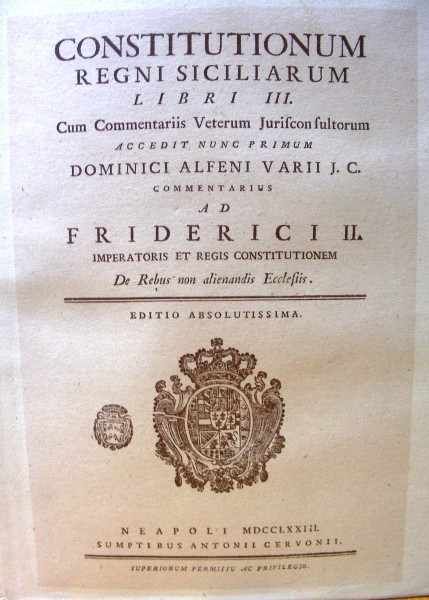
Le costituzioni del Regno di Sicilia di Federico II di Svevia.

Diffusasi nel 1258, probabilmente per opera stessa di Manfredi, la voce della morte di Corradino, i prelati e i baroni del regno invitarono Manfredi a salire sul trono ed egli fu incoronato il 10 agosto nella cattedrale di Palermo. Tale elezione non venne riconosciuta dal papa Alessandro IV che ritenne pertanto Manfredi un usurpatore. Fra il 1258 e il 1260 la potenza di Manfredi, diventato ovunque capo della fazione ghibellina, si estese in tutta la penisola, la sua potenza fu aumentata anche dal matrimonio della figlia Costanza con Pietro III d'Aragona (1262). 

### La fine del regno svevo
Manfredi venne scomunicato, e nel 1263 il francese papa Urbano IV offrì la corona a Carlo I d'Angiò, fratello del Re di Francia Luigi IX. Questi promosse una spedizione militare per conquistare il Regno. Manfredi venne sconfitto nella decisiva battaglia di Benevento, avvenuta il 26 febbraio 1266.
Il diciassettenne Corradino di Svevia, figlio di Corrado IV di Svevia, tentò di riconquistare il regno nel 1268, ma fu sconfitto nella Battaglia di Tagliacozzo e decapitato.
Nel 1281 rivendicò il titolo Costanza II di Sicilia, figlia dell'ultimo re di Sicilia svevo Manfredi di Hohenstaufen e moglie di Pietro III di Aragona. Dopo i Vespri siciliani divenne regina di Sicilia dal 1282 al 1285, formalmente unitamente al marito, che però dal 1283 rimase in Spagna. Morto il marito nel 1285, la corona siciliana andò al secondo figlio Giacomo I, e Costanza restò al suo fianco, così come al terzo figlio Federico III, cui nel 1291 Giacomo aveva lasciato la luogotenenza del regno, fino al 1296, quando questi divenne re di Trinacria, e l'ultima degli Hohenstaufen lasciò l'isola.

## Cultura

### La scuola poetica
La Scuola Siciliana (anche denominata Scuola poetica siciliana) fu una corrente filosofico-letteraria si sviluppò in Sicilia dal 1166 con l'ascesa al trono di Sicilia di Guglielmo II d'Altavilla.
Ebbe però il suo fulgore nella prima metà del XIII secolo, presso la corte di Federico II di Svevia, con esponenti come Giacomo da Lentini, Cielo d'Alcamo, Guido delle Colonne. L'impianto non fu accademico, nel senso che non si trattò di una Scuola in senso istituzionale, assumendo piuttosto i contorni di un movimento culturale. La poesia lirica della scuola, in volgare siciliano aulico, ebbe anche il merito di introdurre il sonetto. Federico fu letterato egli stesso, autore di un trattato di falconeria, il De arte venandi cum avibus. Anche il figlio Manfredi ha lasciato segni e documenti della sua liberale predisposizione nei confronti delle arti e della cultura, così come un altro figlio di Federico, Enzo di Svevia, che si dilettò a scrivere poesie secondo i canoni della scuola poetica siciliana.

### La scuola giuridica
Il regno degli svevi proseguì in quella cultura giuridica che i normanni avevano iniziato con le assise di Ariano del 1140, nelle assise periodiche delle Curiae generales. Insigni giuristi arrivarono a corte come Pier della Vigna, Roffredo da Benevento e i vescovi Giacomo di Capua e Berardo di Castagna.
La Magna Curia del Regno di Sicilia, organo centrale della amministrazione pubblica, fu rinnovata come tribunale di suprema giurisdizione, e furono emanati il Liber Augustalis del 1231, e il Constitutionum Regni Siciliarum.

### Gli studi astronomici

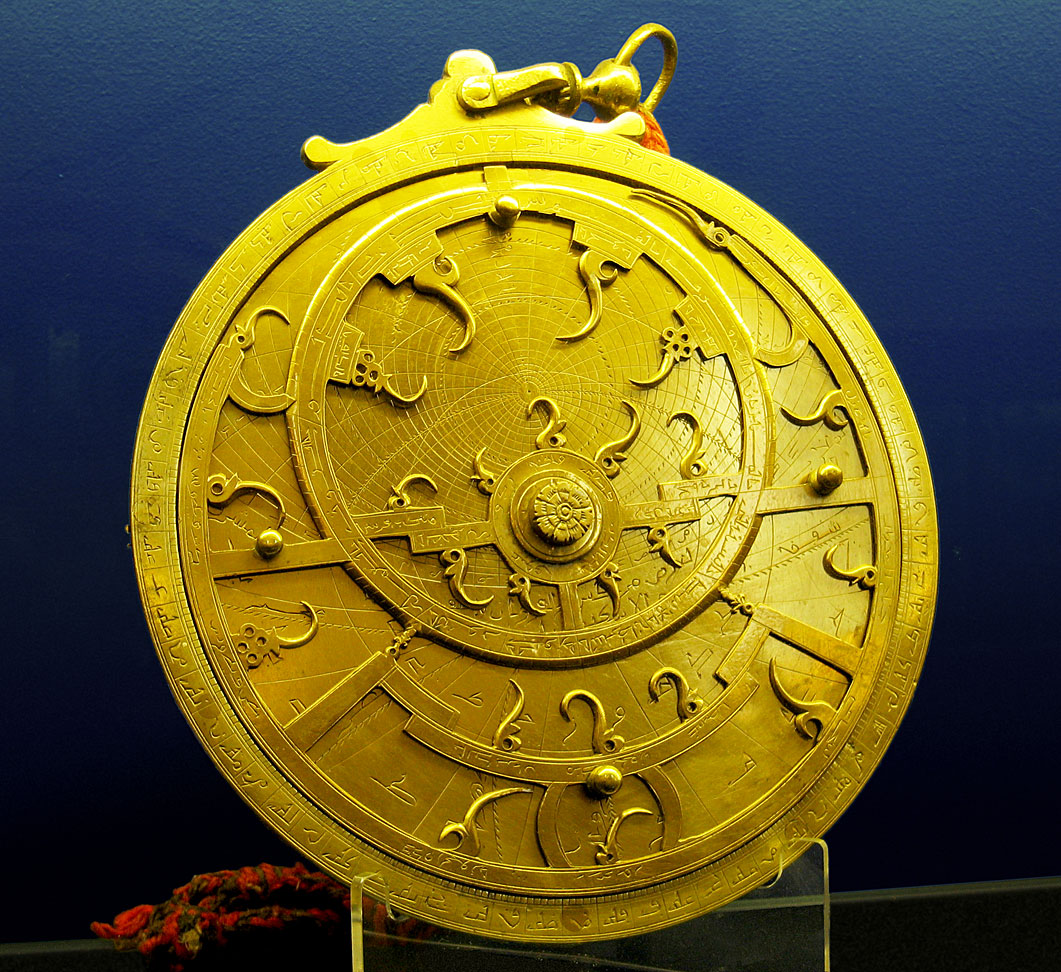
Astrolabio persiano: uno strumento astronomico per la localizzazione dei corpi celesti e dell'ora locale

Teodoro d'Antiochia approdò alla corte di Federico II nel 1230, dove venne nominato consigliere naturale del re con funzioni di astrologo, di indovino e di medico; il suo incarico di consigliere sostituiva quello di Michele Scoto, oramai deceduto.
Nel periodo tra il 1230 - 1240 nella Magna Curia lo studio astronomico venne poi oltrepassato all'astrologia. Il matematico J.E. Montucla annovera Federico II come un fomentatore dell'astronomia e lo loda per la traduzione dalla versione araba alla latina dell'Almagesto di Tolomeo, con una nuova traduzione dell'opera poi donata dal re all'Università di Bologna. Negli studi astronomici Federico II portava sempre un globo con costellazioni, orbite e movimenti dei pianeti, così da istruirsi in astronomia. La magnifica curiosità per le predizioni astrologiche lo portava a circondarsi di numerosi e dotti astrologi. Nel 1236 si fece predire da quale porta della città di Vicenza dovesse uscire la sua armata, mentre nel 1239 la predizione dell'ora per muovere il suo esercito da Padova a Castelfranco venne comandata a Maestro Teodoro per mezzo dell'astrolabio. Consultava gli astrologi anche per edificare le città come ad esempio Vittoria presso Parma, poi distrutta; si fece inoltre predire il luogo della sua morte avvenuta a Castel Fiorentino, Puglia in una torre con porte di ferro.

### I traduttori

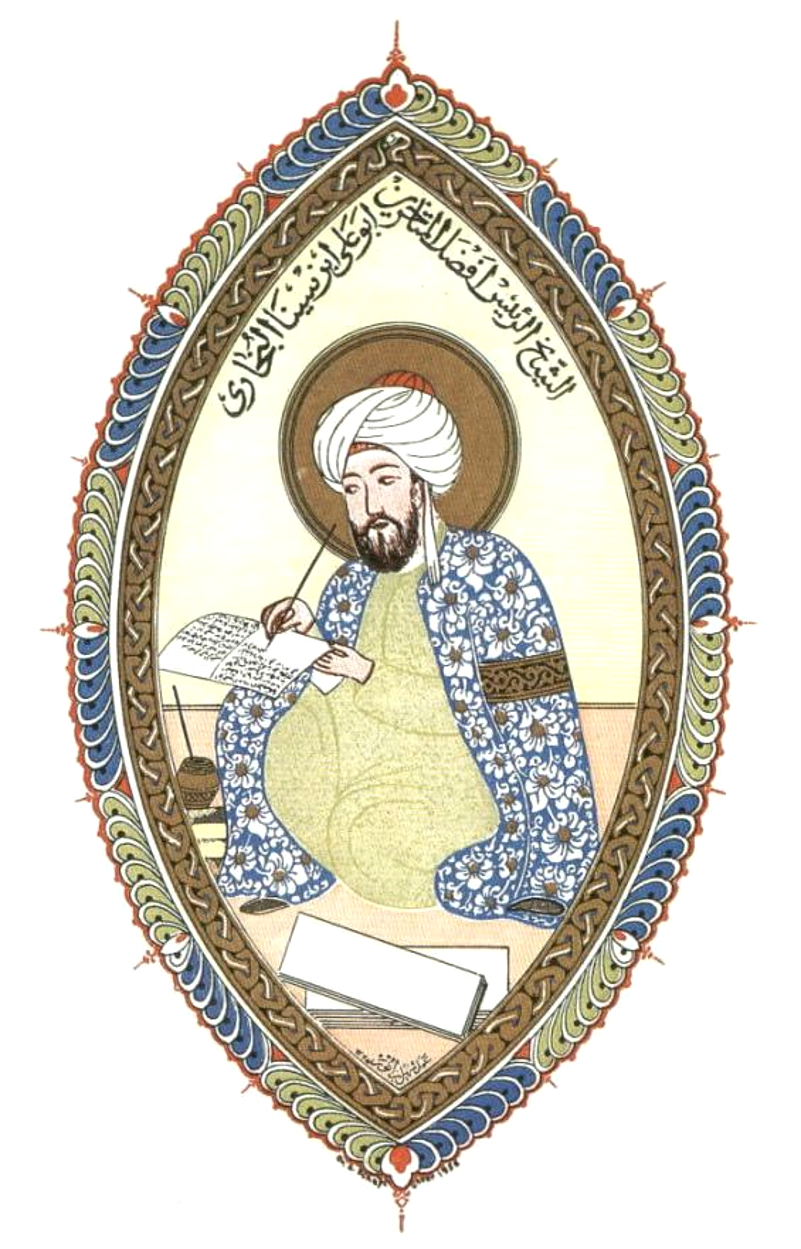
L'arabo Ibn Sinā o Avicenna scrittore di "De animalibus" tradotto da Michele Scoto per l'imperatore.

Nella Magna Curia si ritrovano studiosi ebraici di origine spagnola (provenzali), i conoscitori della lingua araba e delle scienze arabe come Giovanni da Palermo (matematico in corrispondenza con Leonardo Fibonacci), Mosè da Palermo XIII (traduttore del trattato Ippatria), Mastro Domenico da Palermo (matematico e filosofo in contatto con Fibonacci), il rabbino Jacob ben Abba Marì ben Simson Anatoli (o Jacob Anatoli fu traduttore dell'Almagesto di Tolomeo, del commento di Averroè su Aristotele e di Al Farghani), Moses ibn Tibbon (traduttore del trattato Guida dei Perplessi di Maimonide) e alcuni dotti musulmani quali Alam al-Din al-Hanafi (matematico, astronomo e ingegnere), Shabbetai Donnolo da Oria (con pseudonimo Ibn Washya fu traduttore di Maimonide sull'agricoltura nubiana), Faraj ben Salim di Girgenti (o Mosè Farachi di Dirgenti, fu il traduttore del Taccuino Sanitatis e di Maimonide), Abraham ibn ‛Ezra (fu commentatore della Bibbia), Mosè Siciliano (traduttore), Ibn Ẓafar al-Ṣiqillī, il siciliano (ispiratore delle tavole astronomiche).

### I dotti europei

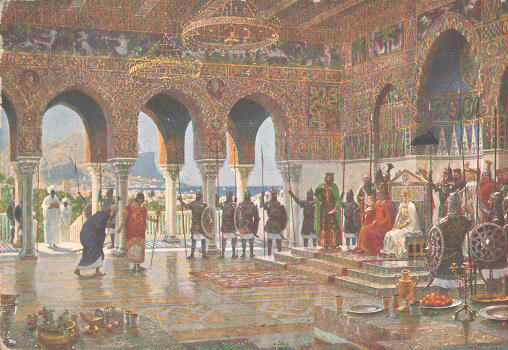
Il cancelliere aulico alla corte di Federico II, a palazzo della Favara con letterati, artisti e studiosi siciliani

L'imperatore conversava con gli intellettuali e i dotti europei più rinomati dell'epoca tra cui Michele Scoto, che tradusse dall'arabo scritti di Aristotele quali l'Historia animalium integrata dalla traduzione dell'Abbreviatio Avicennae de animalibus, elevando la Sicilia a luogo di studio del sapere e luogo di ricerche alchemiche e fisiognomiche
Il matematico Leonardo Fibonacci divulgò il sistema delle cifre numeriche indo-arabe, e sviluppò metodi algebrici, problemi indeterminati e analisi pubblicate nel Liber abaci, nel Flos e nel Liber quadratorum. Lo spunto dei trattati proveniva dai tornei matematici che a base di equazioni si organizzavano a corte. Se il torneo assumeva una dimensione internazionale coinvolgeva anche i centri culturali islamici, gli "enigmi sapienziali" venivano inviati in Africa, Egitto, Siria, Asia Minore e Yemen. La prassi dei quiz mondiali era indice dei pacifici contatti intercorrenti fra l'imperatore e i sultani del mediterraneo.

### La metafisica e la cosmologia
Su questioni metafisiche e cosmologiche l'imperatore si rivolgeva alle cerchie dell'esoterismo islamico. Alcuni suoi quesiti i cosiddetti «Quesiti Siciliani» conservati in un codice arabo giunsero a Ceuta ed in Marocco. Nel 1240 secondo lo storico arabo Ibn Washya, ben cinque questioni fra cui alcune sulla creazione del mondo e l'immortalità dell'anima furono poste da Federico II. « Il primo » dei quesiti era sul tema della metafisica aristotelica, la prova aristotelica in favore dell'eternità dell'Universo; «il secondo», il fine e i presupposti della teologia per gli antichi greci e i sufi; «il terzo» riguardava i significato e il numero delle categorie di Aristotele; «il quarto», la prova dell'immortalità dell'anima e le differenze tra la teoria di Aristotele e quella di Alessandro di Afrodisia; « il quinto » quesito era sulla curiosità cioè quale era il significato dell'affermare « il cuore del credente è fra due dita del Misericordioso ». Ai quesiti ed all'ultimo ḥadīth la risposta pervenne dal mistico Ibn Sab'in con «Le due dita rappresentano l'una il bene e l'altra il male... e Dio le rivolta come vuole!»

## Gli svevi nelle città

### A Catania
La nobiltà catanese non ebbe un rapporto felice con gli Hohenstaufen; nemmeno con il grande Federico II al quale si ribellò nel 1232. L'astio verso il potere imperiale fece nascere diverse leggende tra le quali quella che vuole che il castello Ursino sia stato voluto da Federico II per tenere a bada la popolazione. Avvenimento importante per il futuro della città fu l'inserimento di Catania tra le città demaniali. Finiva così la totale egemonia del vescovo-conte.

### A Enna
Nell'allora Castrogiovanni, l'odierna Enna, gli svevi impressero notevolissime tracce della loro presenza, specialmente nell'architettura militare che apportarono alla città. Federico II di Svevia, infatti, scelse Enna come residenza estiva, e a tale scopo ristrutturò completamente il Castello di Lombardia, facendo rinforzare le sue mura di ben 20 torri e costruendovi un suo palazzo e una cappella vescovile, dove convocò il primo Parlamento siciliano. Sempre all'imperatore svevo si deve la Torre di Federico II di Enna, uno dei più mirabili esempi d'architettura federiciana in Sicilia.

### A Siracusa
La conquista sveva di Siracusa avviene solo nel 1221. Precedentemente, Siracusa è stata inclusa nei domini genovesi per 15 anni. La dominazione genovese favorisce l'incremento del commercio. Sotto i normanni, Siracusa rafforza la sua posizione di bastione militare, si avvia la costruzione del Castello Maniace, nonché l'edificazione di diversi edifici: il primo impianto di palazzi storici come quello Vescovile e il palazzo Bellomo.

### Ad Augusta
Il castello di Augusta fu costruito sotto Federico II. Indagini archeologiche rivelarono una torre ottagonale nella parete sud del cortile (i resti si trovano dentro l'edificio nell'ala costruita dagli spagnoli). 

## Ricerca
Alcuni tra i più noti ricercatori tedeschi della storia siciliana sotto gli Svevi furono Ernst Kantorowicz e Willy Cohn.